# La Gespeguera
La Gespeguera és el cim més occidental de la serra del Port del Comte, que assoleix els 2.332,9 m d'altitud. Com la resta de cims de la serralada, no presenta forma notòria de pic i la superfície que està per damunt dels 2.330 m és de 3,4 ha. De fet, en aquesta zona que ultrapassa els 2.330 m hi ha tres cims alineats SW-NE i el que ocupa el lloc central arriba als 2.337,9 m. Tot i això, el topònim Gespeguera s'aplica al cim més oriental dels tres malgrat tenir 5 metres menys d'altitud a causa que és un vèrtex geodèsic de primer ordre de la xarxa geodèsica de Catalunya. I és que, de fet, la Gespeguera és, de tots els cims de la Serra del Port del Comte, aquell que ofereix una vista panoràmica de més abast, especialment pel que fa a les terres del sud.

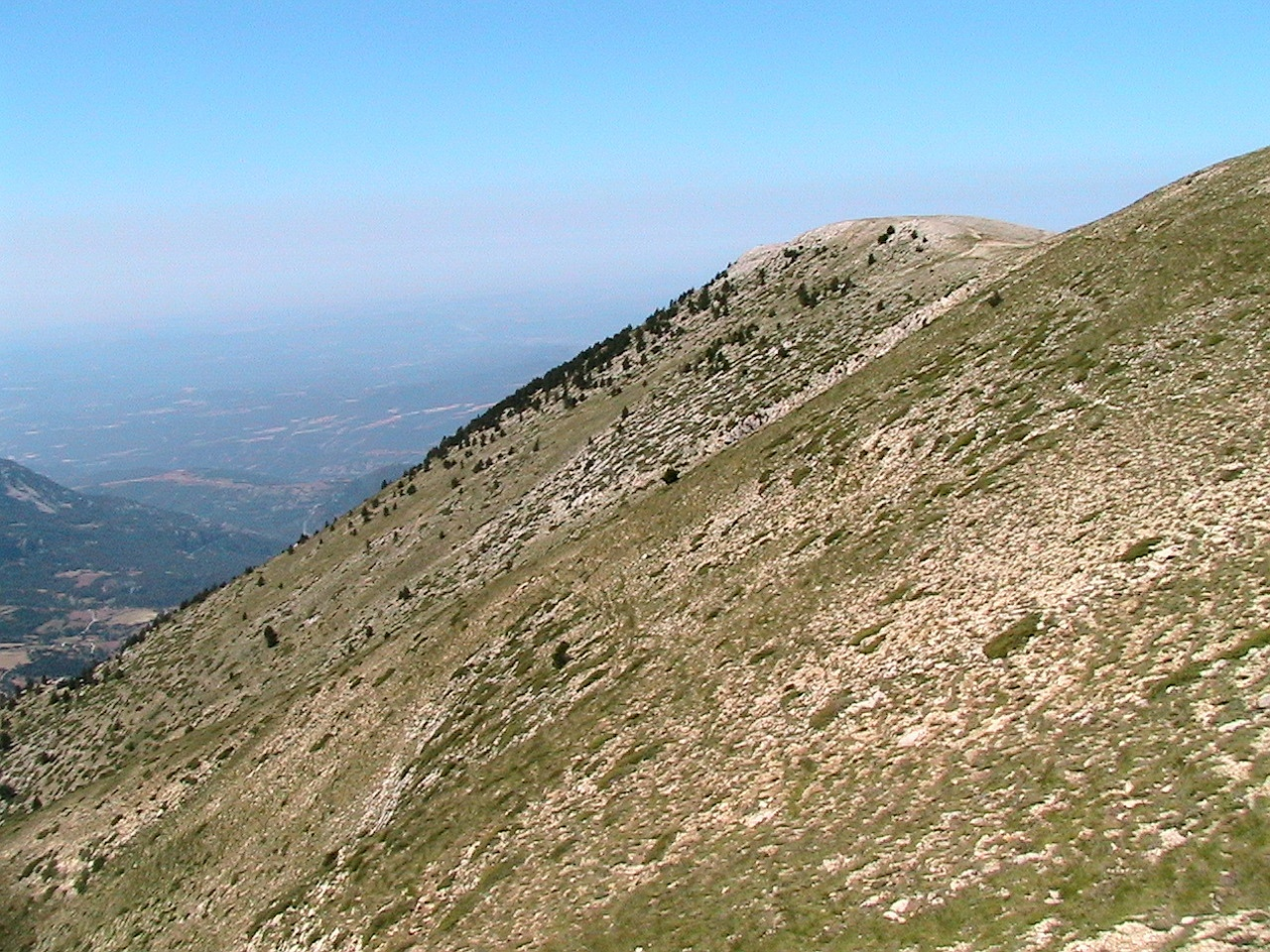
Inclinades vertents meridionals de la Gespeguera

La carena de la Gespeguera fa de partió entre els termes municipals d'Odèn (vessant sud) i Fígols i Alinyà (vessant nord).